# Opera IX
Opera IX — музыкальный коллектив из Италии, исполняющий симфонический блэк-метал с элементами других экстремальных направлений метала.

## История
Группа была основана в 1988 году гитаристом Ossian. Первый демо-альбом Gothik был записан через два года в результате работы Ossian с разными музыкантами. Прогресс впрочем наметился только после прихода в группу вокалистки Cadaveria, басиста Vlad и ударника Flegias. Демозапись 1992 года показала смещение стиля музыки в сторону эмбиент дум/дэт-метала, кассеты с записью имели хороший успех на андеграундном рынке. После прихода клавишника Silent Bard группа стала экспериментировать с элементами классической и готической музыки. Результатом работы с разными жанрами стал дебютный альбом The Call of the Wood, вышедший в 1995 году.
В 1998 году вышел второй полноформатный альбом группы, Sacro Culto, клавишные партии на котором исполнил новый член группы Lunaris. Альбом показал дальнейший творческий рост группы, став одним из наиболее признанных альбомов года среди авангардного метала. На композицию «Fronds of the Ancient Walnut» был снят видеоклип.
В 2000 году Opera IX переходят на лейбл Avantgarde Music. В январе, в шведской студии Undergrund, Opera IX записывают альбом The Black Opera — Symphoniae Mysteriorum in Laudem Tenebrarum, представляющий собой концептуальную работу из шести актов.
В 2001 году произошли события, коренным образом повлиявшие на творческую деятельность коллектива — напряжённость между участниками привела к уходу Flegias и Cadaveria. Музыканты оставили группу ради собственного проекта Cadaveria.
В 2002 году в обновлённом составе, с вокалистом Madras и ударником Taranis, Opera IX записала и выпустила альбом Maleventum. Поклонники группы и критики релиз приняли весьма прохладно, а новые музыканты не задержались в коллективе надолго, в том же году оба ушли из группы.
В 2011 году группа записывала новый альбом под названием «Strix — Maledictae in Aeternum».. В январе 2012 года состоялся релиз «Strix — Maledictae in Aeternum». Также был снят видеоклип на композицию Mandragora из нового альбома.
В 2018 году группа выпустила новый концептуальный альбом The Gospel, посвящённый итальянскому мифу, описанному в книге американского фольклориста Чарльза Годфри Лиланда «Арадия, или Евангелие ведьм». Книга повествует о происхождении, верованиях, ритуалах и заклинаниях в итальянской языческой колдовской традиции, Стрегерии.

## Участники
- Ossian
- Abigail Dianaria

### Текущий состав
- Dipsas Dianaria (Serena Mastracco) — вокал (с 2018)
- Ossian — гитара (с 1988)
- Charon — бас-гитара (с 2018)
- m:A Fog — ударные (с 2014)
- Alessandro Muscio — клавишные (с 2014)

### Бывшие участники
- Cadaveria (Raffaella Rivarolo) — вокал (1992—2001)
- Scùrs — бас-гитара (2014—2018)
- Vlad — бас-гитара (1991—2014)
- Dalamar — ударные (2003—2014)
- Abigail Dianaria — вокал (2014—2018)
- M The Bard — вокал, гитара (2003—2014)
- Madras — вокал (2001—2002)
- Silent Bard — клавишные (1993—1995)
- Triskent — клавишные (1995—1997)
- Lunaris — клавишные
- Flegias (Marcelo Santos) — ударные (1992—2001)
- Taranis — ударные
- Faun — сессионные клавишные на концертах (2006—2007)

## Дискография
Студийные альбомы
- 1995 — The Call of the Wood
- 1998 — Sacro Culto
- 2000 — The Black Opera – Symphoniae Mysteriorum in Laudem Tenebrarum
- 2002 — Maleventum
- 2004 — Anphisbena
- 2012 — Strix - Maledictae in Aeternum
- 2015 — Back to Sepulcro
- 2018 — The Gospel

Мини-альбомы
- 1993 — The Triumph of the Death

Сборники
- 2007 — The Early Chapters

Демо
- 1990 — Gothik
- 1992 — Demo ’92

Видеоальбомы
- 1994 — The Triumph of the Death
- 1998 — Live at Babylonia
- 2001 — Black Arts Miscellanea
- 2008 — Mythology: XX Years of Witchcraft
- 2013 — Sabbatical Live

Видеоклипы
- 1994 — «Born In The Grave»
- 1994 — «Red Death»
- 1998 — «Fronds of the Ancient Walnut»
- 2001 — «Bela Lugosi’s Dead»
- 2012 — «Mandragora»
- 2016 — «Consacration»
- 2019 — «The Gospel»